# ماراکایبو
ماراکایبو (به زبان اسپانیایی: Maracaibo) شهری در ونزوئلا و مرکز ایالت سولیا 
و دومین شهر بزرگ ونزوئلا پس از کاراکاس می‌باشد.